# Kernen im Remstal
Kernen im Remstal – miejscowość i gmina w Niemczech, w kraju związkowym Badenia-Wirtembergia, w rejencji Stuttgart, w regionie Stuttgart, w powiecie Rems-Murr. Leży nad rzeką Rems, ok. 5 km na południe od Waiblingen.

## Współpraca
Miejscowości partnerskie:
- Dombóvár, Węgry
- Masvingo, Zimbabwe
- Saint-Pierre-d’Albigny, Francja
- Saint-Rambert-d’Albon, Francja